# Centro de mando (StarCraft)
El Centro de mando es la principal estructura de los Terran en la serie de videojuegos StarCraft.

## Utilidad
Los centros de mando sirven de puntos centrales de todos los puestos de avanzada. Diseñados originalmente como procesadores de recursos errantes para los prospectores de la Confederación, los centros de mando son capaces de levantar el campamento y moverse a un nuevo depósito de mineral o de gas vespeno. También tienen la capacidad de fabricar VCE y de servir de punto de retorno de los vehículos mineros (solo en StarCraft II). Los lentos centros de mando, con su fuerte blindaje y gran robustez, son más vulnerables mientras se desplazan.

## Construye
- VCE